# Suize
El río Suize es un corto río de Francia, un afluente por la izquierda del río Marne en el que confluye 2,5 km aguas abajo de la ciudad de Chaumont.
Su nacimiento se sitúa en la meseta de Haut-du-Sec, cerca del bosque de Gratte-Pel, y su curso transcurre enteramente por el departamento de Alto Marne. Su longitud es de 45 o 48 km. Riega ocho poblaciones, la más importante, Chaumont, donde pasa bajo un viaducto de 50 metros de altura y 600 de longitud.
Es un río poco caudaloso, y en estíajes extremos ha llegado a caudales de sólo once litros por segundo. 